# Matt Stonie

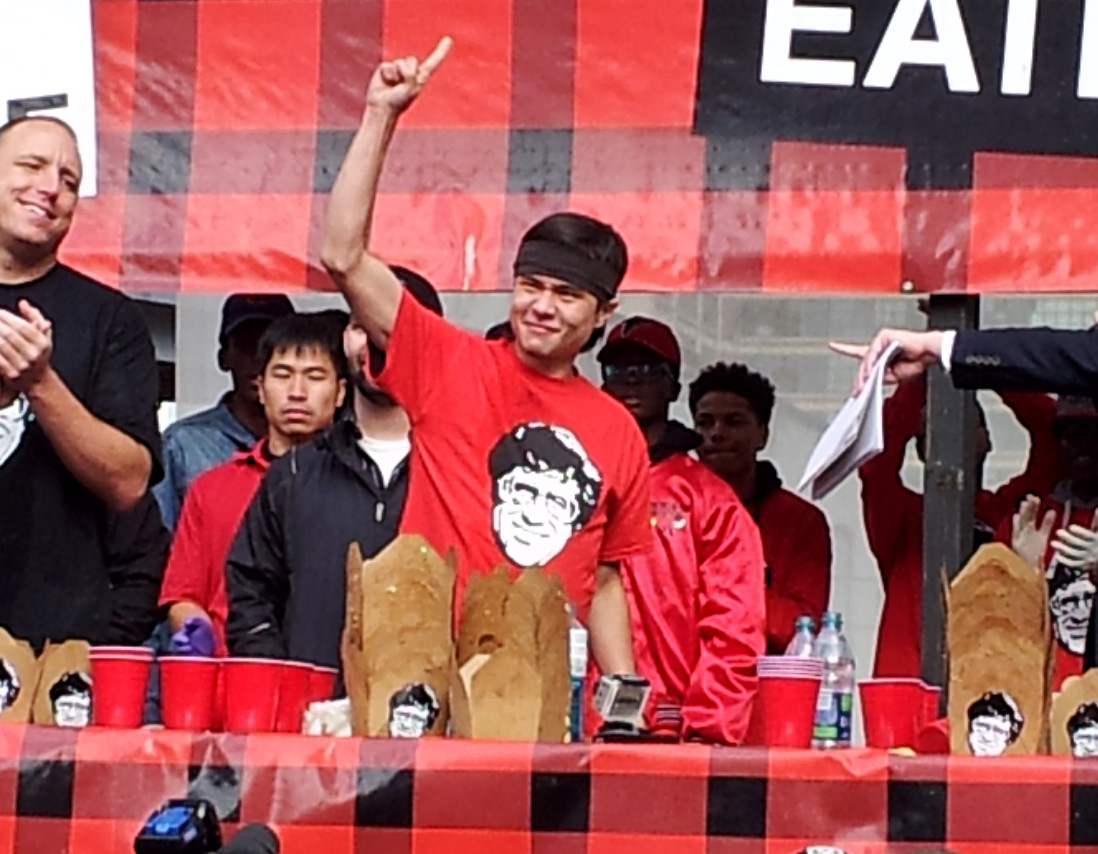
Matt Stonie (2014)

Matthew „Megatoad“ Stonie (* 24. Mai 1992 in San José, Kalifornien) ist ein US-amerikanischer Wettesser und YouTuber.

## Leben
Stonie schloss die Evergreen Valley High School ab und absolvierte eine Ausbildung zum Diätassistenten und Ernährungsberater am Mission College in Santa Clara. Stonies Karriere als Wettesser begann er 2010, im Alter von 18 Jahren, mit dem Gewinn des Hummerbrötchenwettessens in Hampton Beach. Ein Jahr nach dem Gewinn dieses Amateuressens registrierte er sich bei der Major League Eating, um an professionellen Wettessen teilnehmen zu dürfen. Sein professionelles Debüt war die Stockton Deep Fried Asparagus Championship in Stockton im Jahr 2011. Mit seinem Sieg beim Nathan’s Famous Fourth of July International Hot Dog Eating Contest, krönte er sein ungeschlagenes Wettkampfjahr 2015. Stonie begeistert durch seine Essenstechnik. Er ist bekannt für sein „out-of-the-gate speed“, wobei er bei Wettkämpfen durch Schnelligkeit einen großen Vorsprung zu seiner Konkurrenz aufbaut.
Auf der Videoplattform YouTube lädt Stonie unter dem Namen „Matt Stonie“ regelmäßig Videos hoch, in denen er sich beim Wettessen filmt. Sein Kanal hat über 16 Millionen Abonnenten und über 450 Videos mit insgesamt über 3,7 Milliarden Aufrufen (Stand: März 2025). Seine beliebtestes Video, in dem er 15 Packungen Hot Chicken Flavor Ramen isst, erhielt über 149 Millionen Aufrufe (Stand: März 2025).

## Weltrekorde
Stonie hält mehrere Weltrekorde:
- Geburtstagskuchen: 14,5 Pounds in 8 Minuten, 14. Februar 2015
- Creek Indian Tacos: 32,5 Creek Indian Tacos in 8 Minuten, 29. März 2014
- Frozen Yogurt: 10.5 lb Yogurtland Frozen Yogurt in 6 Minuten beim Phantom Gourmet Food Festival, 29. September 2013
- Pumpkin Pie: 20lb 13oz in 8 Minuten beim Elk Grove Giant Pumpkin Pie, 5. Oktober 2014
- Slugburger: 43 Slugburgers in 10 Minuten beim The World Slugburger Eating Championship, 12. Juli 2014
- Bacon: 182 Strips Smithfield Bacon in 5 Minuten beim Smithfield Pig-Out Chase 2015, 22. Februar 2015
- Pork Roll Sandwiches (8oz): 15 8oz Pork Roll Sandwiches in 10 Minuten beim Meadowlands Racing And Entertainment, 20. Juni 2015
- Hooters World Wing Eating Eating Championship 2015, 241 Chickenwings in 10 Minuten, 29. Juli 2015
- Pasta: 10lbs (20 Bowls) in 8 Minuten beim Martorano's World Pasta Eating Championship 2015, 17. Oktober 2015
- Pork Ribs: 71 Smithfield Fresh Pork Ribs in Homestead, FL, 22. November 2015
- Pancakes: 113 in 8 Minuten beim 2016 World Pancake Eating Championship at the Silver Dollar Fair, 28. Mai 2016
- Moonpies: 85 Moon Pies in 8 Minuten beim Bass Pro Shops World MoonPie Eating Championship, 15. Oktober 2016
- Peeps: 255 Peeps in 5 Minuten beim Peep Eating World Championship 2017, 8. April 2017
- Chicken Spiedies: 20.5 8oz Lupo's Chicken Spiedies in 10 Minuten beim 2016 Tioga Down World Chicken Spiedie Eating World Championship, 27. August 2017